# Destroy All Humans! 2: Reprobed
Destroy All Humans! 2: Reprobed (англ. Знищити людство! 2: Репродуковано) — відеогра жанру пригодницький бойовик у відкритому світі 2022 року. Шоста частина франшизи Destroy All Humans! та римейк оригінальної гри 2006 року.

## Сюжет
Дія гри відбувається в 1960-х роках у США, через десять років після подій першої гри. Цього разу Крипто повертається, щоб помститися КДБ за підрив материнського корабля Фурон.

## Ігровий процес
Destroy All Humans! 2: Reprobed грається від третьої особи. Це пригодницька гра, яка містить як стрілянину, так і елементи стелсу. У міру проходження гри гравці отримують нову зброю, нові здібності, кращу статистику та доступ до нових транспортних засобів. Дія гри розгортається в п'яти локаціях: Бей-сіті, Альбіон, Такосіма, Тунгуска та місячна база «Соляріс» (деякі з них є пародією на реальні локації, такі як Сан-Франциско, Лондон і Токіо). Деякі з цих локацій були збільшені в розмірах у порівнянні з оригінальною грою, додавши нові райони для дослідження.
Кампанія гри повністю доступна для проходження як в одноосібній грі, так і в локальному режимі з розділеним екраном для двох гравців.

## Розробка

### Випуск
Destroy All Humans! 2: Reprobed вийшла на Microsoft Windows, PlayStation 5 та Xbox Series X/S 30 серпня 2022 року. Гра стартувала з фізичного колекційного видання під назвою «Second Coming Edition», обмеженого тиражем 3 700 копій.

## Огляди
| Агрегатор  | Оцінка                              |
| ---------- | ----------------------------------- |
| Metacritic | PC: 72/100 PS5: 67/100 XSXS: 72/100 |

| Видання        | Оцінка |
| -------------- | ------ |
| Destructoid    | 7/10   |
| Hardcore Gamer | 3/5    |
| IGN            | 6/10   |
| Jeuxvideo.com  | 15/20  |
| Push Square    | [ 17 ] |

Destroy All Humans! 2: Reprobed отримав змішані та середні оцінки згідно з оцінкою агрегатора рецензій Metacritic.
IGN поставив грі 6/10, написавши, що Destroy All Humans! 2: Reprobed робить «прекрасну роботу по оновленню оригіналу 2006 року, щоб виглядати як сучасна гра, але ця гра була досить не амбітним сиквелом, який не зробив багато для розвитку свого ігрового процесу, це більше схоже на те ж саме вшанування фантастики фільмів категорії Б без великої кількості нових ідей, що розривають мозок».